# Aponogeton euryspermus
Aponogeton euryspermus är en enhjärtbladig växtart som beskrevs av Carl Barre Hellquist och Surrey Wilfrid Laurance Jacobs. Aponogeton euryspermus ingår i släktet Aponogeton och familjen Aponogetonaceae. Inga underarter finns listade.